# Bethlehem Gesundheitszentrum Stolberg
Das Bethlehem-Gesundheitszentrum ist ein Akutkrankenhaus und Akademisches Lehrkrankenhaus der RWTH Aachen in der Stadt Stolberg in der Städteregion Aachen. Es wurde 1863 von Roland Ritzefeld auf dem Areal des vormaligen Kupferhofs Steinfeld eingerichtet und steht seit 2021 in der Trägerschaft der Alexianer GmbH. Mit circa 1000 Bediensteten werden aktuell (2022) pro Jahr rund 55.000 Patienten ambulant und stationär in neun Fachabteilungen und sechs angeschlossenen Zentren operativ und therapeutisch versorgt.

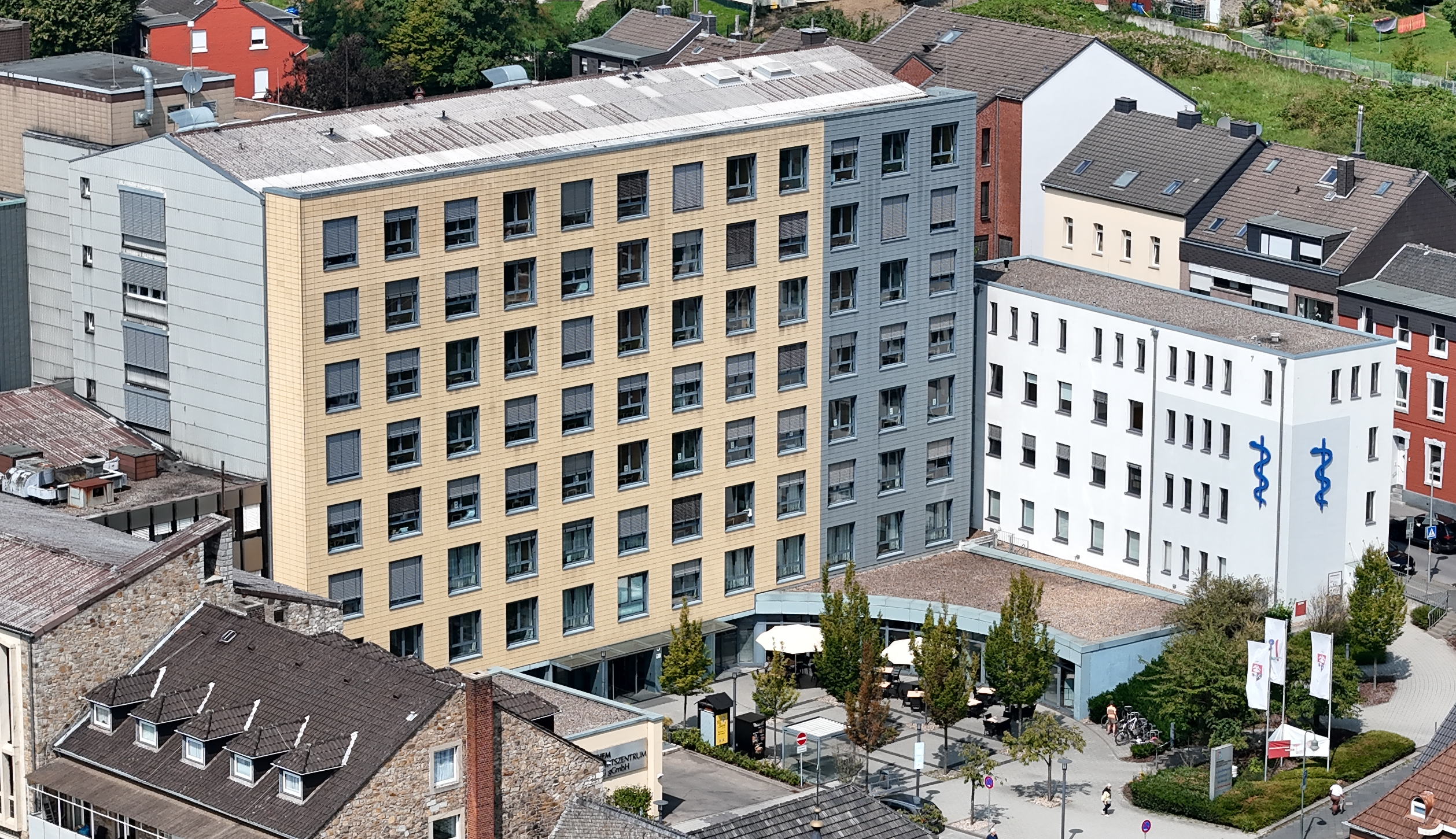
Luftaufnahme des Bethlehem Gesundheitszentrums

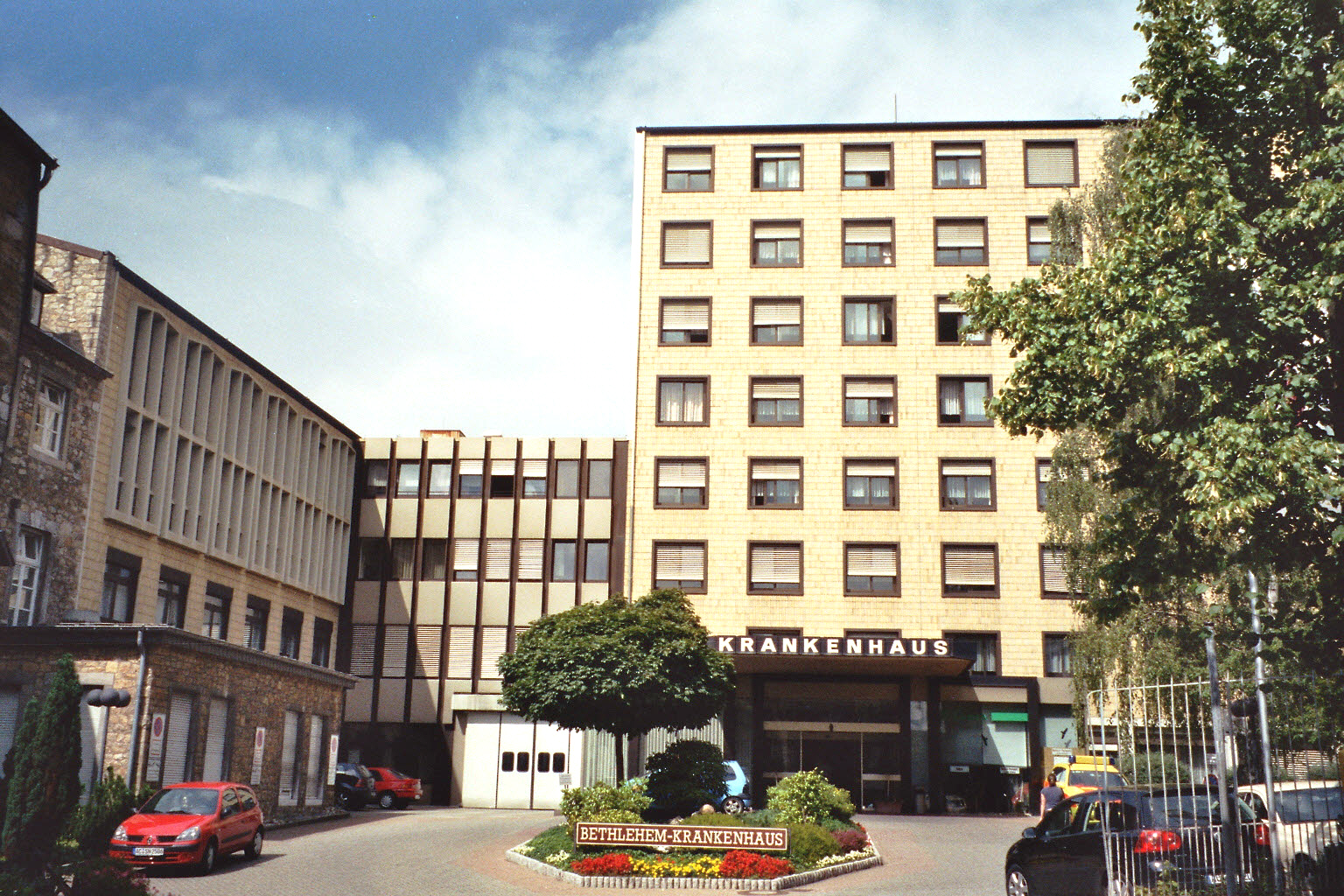
Eingangsbereich vor Umbau der Gebäudefront

## Geschichte
Mit Hilfe großzügiger öffentlicher und eigener Spenden veranlasste Roland Ritzefeld, katholischer Pfarrer an der Pfarrkirche St. Lucia und Begründer des Wohlfahrts-, Gesundheits- und höheren Bildungswesens in Stolberg, in den frühen 1860er-Jahren die Einrichtung eines neuen Krankenhauses in Stolberg. Daran beteiligte sich im Bereich der Pflege und Betreuung die Ordensgemeinschaft der Armen-Schwestern vom heiligen Franziskus, deren Oberin Franziska Schervier dem Krankenhaus den Namen „Bethlehem-Hospital“ gab.
Bis zum 30. Oktober 2006 verrichteten die Ordensschwestern ihren Dienst als Pflegerinnen für die kranken Menschen und übernahmen darüber hinaus seit 1947 in einem angeschlossenen Schulungszentrum die Ausbildung der Krankenschwestern und Krankenpfleger. Nach der Gründung der Kinderklinik am Bethlehem-Hospital im Jahr 1966 erweiterten die Franziskanerinnen ihr Lehrangebot um den Bereich Kinderkrankenpflege. Zugleich erhielt im gleichen Jahr das Ausbildungszentrum anlässlich des 90. Todestages der Ordensgründerin den Namen „Franziska Schervier Schul- und Bildungszentrum“ (FSB). Seit dem Rückzug der Armenschwestern wird der katholische Charakter des Hauses seit 2007 unter anderem durch anfangs drei Schwestern des indischen Ordens „Sisters of the Adoration of the Blessed Sacrament (S.A.B.S)“ unterstützt und die Krankenpflege von weltlichen Kräften ausgeübt.
Von 2007 bis 2011 wurden am Bethlehem-Gesundheitszentrum bei laufendem Klinikbetrieb grundlegende Umbau- und Modernisierungsmaßnahmen durchgeführt. Hierbei wurde die komplette Fassade um 2,5 m nach vorne versetzt, was zu einer Vergrößerung bei 84 Zimmern um je 8 m² führte. Auf jeder der sieben Etagen wurden 11 Patientenzimmer und 1 Dienstraum vergrößert und jedes Zimmer erhielt einen modernen Sanitärbereich. Das Foyer wurde nicht nur verlegt, sondern auch komplett neu- und umgestaltet. Modern, hell, einladend und großzügig präsentiert sich der neue Eingangsbereich mit direkter Verbindung zum Kiosk und Café Essbar. Durch die Verlegung des Foyers konnte eine Liegendanfahrt für bis zu drei Fahrzeuge ermöglicht werden. Im direkt angegliederten Schockraum können schwer verletzte bzw. in Lebensgefahr schwebende Patienten erstversorgt werden. Die interdisziplinäre Zentralambulanz ist nun sowohl von der Liegendambulanz als auch vom Foyer erreichbar.
Nachdem mehr als 130 Jahre lang die Pfarre St. Lucia als Träger fungierte, wurde im gleichen Zeitraum Ende 2009 die selbständige „Stiftung Katholische Kirchengemeinde St. Lucia“ gegründet, die nunmehr die Trägerschaft übernahm. Das Haus erhielt eine eigene Rechtsform als Gemeinnützige GmbH und wurde umbenannt in „Bethlehem-Gesundheitszentrum gGmbH“.
Im Jahr 2016 ging das Bethlehem Gesundheitszentrum im Rahmen der Qualitätsoffensive „RegioNetzwerk für die Frau“ eine Kooperation mit dem St.-Antonius-Hospital Eschweiler ein, im Rahmen dessen in Stolberg die Gynäkologie und in Eschweiler entgegen großer Proteste in der Belegschaft, Bevölkerung und Politik die Geburtshilfe geschlossen und am jeweils anderen Standort zentralisiert wurden. Seitdem ist das Bethlehem-Gesundheitszentrum das geburtenreichste Krankenhaus der Städteregion Aachen, wo mehr als 1300 Kinder pro Jahr auf die Welt kommen Darüber hinaus wird auch der Notarztdienst des Altkreises Aachen gemeinsam vom Bethlehem-Gesundheitszentrum und vom St.-Antonius-Hospital im wöchentlichen Wechsel bewältigt.
Zum 1. Juli 2021 folgte ein erneuter Wechsel in der Krankenhausgesellschaft und die Alexianer GmbH, die bereits an mehreren Krankenhauseinrichtungen in der Region beteiligt ist, übernahm die Gesellschafteranteiler der „Stiftung Katholische Kirchengemeinde St. Lucia“ und wurde damit Mehrheitsgesellschafter des Bethlehem-Krankenhauses. Bereits Jahre zuvor kooperierten die Alexianer schon in der Pflegeausbildung mit dem Franziska Schervier Schul- und Bildungszentrum (FSB) Im gleichen Jahr übernahm der medizinische Leistungserbringer für diagnostische und therapeutische Leistungen Med 360° die Fachabteilung für Radiologie und Kinderradiologie am Stolberger Krankenhaus.

## Fachabteilungen
- Allgemeine Chirurgie
- Anästhesie und Intensivmedizin
- Geburtshilfe
- Innere Medizin
- Orthopädie
- Pädiatrie
- Radiologie und Kinderradiologie
- Unfallchirurgie
- Zentralambulanz

Die neun Fachabteilungen zeichnen sich durch ihre teilweise interdisziplinären Spezialisierungen aus, bei denen bei Bedarf überregionale Kooperationen mit anderen Anbietern und Krankenhäusern in Anspruch genommen werden können. Schwerpunkte in Stolberg sind die Geburtshilfe und die Kinderklinik, das Endoprothesenzentrum, die Behandlung von Wirbelsäulenerkrankungen, die Spezialisierung von Erkrankungen im Bauchraum, die Schilddrüsenchirurgie, die traumatische und besonders alterstraumatische Therapie inklusive der Altersmedizin sowie die Krebstherapie bis hin zur Palliativmedizin.

## Angeschlossene Zentren
- Ambulantes Rehazentrum (ZAP)
- Franziska Schervier Schul- und Bildungszentrum (FSB)
- Bildungs- und Gesundheitszentrum (BGZ)
- Zentrum für Kurzzeit- und Tagespflege (Haus Lucia)
- Sozialpädiatrisches Zentrum (SPZ)
- Medizinisches Versorgungszentrum (MVZ)